# Desa Sawahsumur
Desa Sawahsumur är en administrativ by i Indonesien.   Den ligger i provinsen Jawa Timur, i den västra delen av landet, 900 km öster om huvudstaden Jakarta. Desa Sawahsumur ligger på ön Pulau Kangean.